# Makato, Aklan
Makato là một đô thị hạng 4 ở tỉnh Aklan, Philippines. Theo điều tra dân số năm 2015, đô thị này có dân số 27.262 người trong.

## Các khu phố (barangay)
Makato được chia thành 18 khu phố (barangay).
| - Agbalogo - Aglucay - Alibagon - Bagong Barrio - Baybay - Cabatanga - Cajilo - Calangcang - Calimbajan | - Castillo - Cayangwan - Dumga - Libang - Mantiguib - Poblacion - Tibiawan - Tina - Tugas |